# Chaetodon robustus
Espèce
Statut de conservation UICN

 LC  : Préoccupation mineure
Chaetodon robustus est une espèce de poissons de la famille des Chaetodontidae.